# Temple Stanyan
Temple Stanyan (*  8. Februar 1675 in Monken Hadley (Middlesex); † 25. März 1752 auf Rawlins Manor (Woodcote Manor) in Oxfordshire) war ein englischer Politiker, Historiker und Autor.

## Leben und Wirken
Er war eines von acht Kindern des Händlers, Farmers und Steuerverwalters, commissioner of the revenue aus Monken Hadley den Lawrence Stanyan († 1725) und dessen Ehefrau der geborenen Dorothy Knapp. Einer seiner älteren Brüder war Abraham Stanyan, einem Botschafter Englands in der Schweiz, dem Osmanischen Reich und Österreich.
Stanyan besuchte als Queen’s Scholar zunächst, im Jahre 1691, die Westminster School. Dann war er im Juni 1695 in der Christ Church in Oxford eingeschrieben, ohne dort aber einen Abschluss zu machen.
Am Ende seiner Oxforder Studien trat er 1715 als under-secretary des Northern Department in administrative Dienste. Diese Behörde befasste sich mit Angelegenheiten die das Königreich Großbritannien in Nordeuropa betrafen. Hiernach wechselte er in das Southern Department für Südeuropa, wo er ebenfalls als under-secretary ab dem Jahre 1717 seinen Staatsdienst verrichtete. Schon ein Jahr später verlor er aber seine Stellung. Im Jahre 1719, wurde er  im Privy Council angestellt und folgte dort seinem älteren Bruder Abraham nach. Im Jahre 1724 wurde er dann erneut under-secretary im Southern Department das er 1735 endgültig verließ.
Temple Stanyan veröffentlichte in den Jahren zwischen 1707 und 1739  The Grecian History: From the Original of Greece, to the Death of Philip of Macedon ein stark durch die Sicht von Plutarch beeinflusstes Werk. Es war das erste umfassende Werk über die antike griechische Geschichte in englischer Sprache, das an eine breite Öffentlichkeit gerichtet war und damit sehr erfolgreich wurde. Es war das Standardwerk zu diesem Thema im 18. Jahrhundert und erschien in mehreren Ausgaben in den Jahren 1751, 1759, 1766, 1774, 1775 und 1781. Das Werk wurde von Denis Diderot in die französische Sprache übertragen und erschien in Paris 1743 im Verlag Briasson.
Am 12. Mai 1726 wurde Stanyan Mitglied der Royal Society.
Er war insgesamt dreimal in seinem Leben verheiratet. Seine erste Ehe schloss er mit der Witwe Elizabeth Boys, eine geborene Shirley. Sie war die Witwe eines William Boys. Dann heiratete er am 3. Januar 1721 ein zweites Mal Susannah Hobbs (1689–1725). Seine dritte Ehe führte er mit der geborenen Grace Pauncefort (1692/3–1768).

## Werke
- The Grecian history. J. and R. Tonson in the Strand, London 1707–1739.
- vol. 1: From the original of Greece to the end of the Peloponnesian War : containing the space of about 1684 Years. 1739.
- vol. 2: From the end of the Peloponnesian War to the death of Philip of Macedon. 1739.